# نامکان

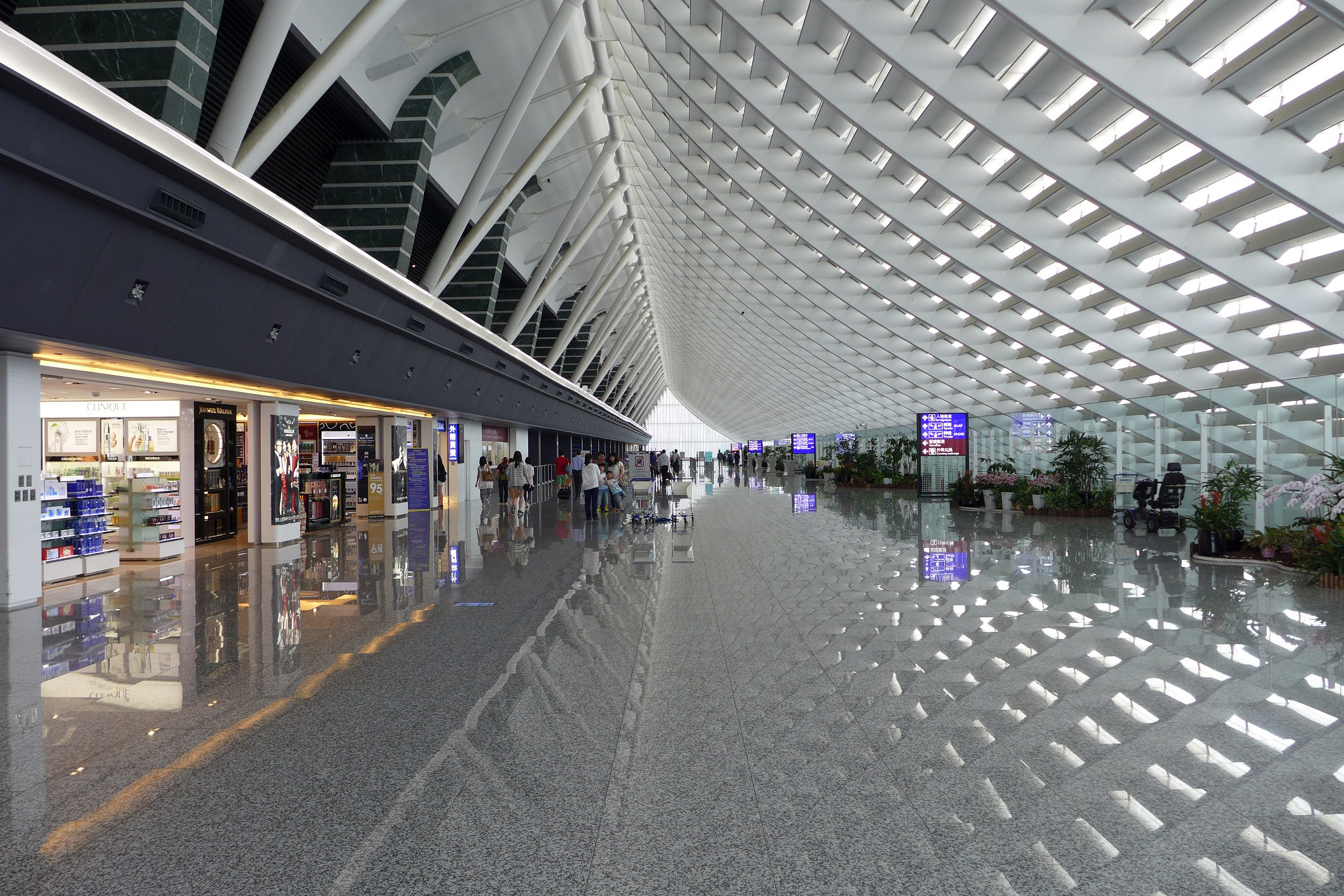
ترمینال یک فرودگاه بین‌المللی تائویوان

نامکان‌ (به فرانسوی: non-Lieux)،(به انگلیسی: non-place) اصطلاحی است که اولین بار توسط مارک اوژه معرفی شده‌است. «نامکان» (به فرانسوی: non-Lieu) مفهومی است در مقابل «مکان انسان‌شناختی» (به فرانسوی: Lieu Anthropologique) که با ظهور و معرفی نظریۀ انسان سوپرمدرن پا به عرصۀ وجود گذاشت و از نظر معنا در مقابل مکان، هر مکان خالی از هویت است. وی معتقد بود که انسان سوپرمدرن در دنیای خارج مکان‌هایی خالی از هویت می‌سازد و به آنها نامکان می‌گویند.
اگر یک مکان را بتوان به مثابه «جایگاهی» هویت‌بخش، رابطه‌ساز و تاریخی تعریف کرد، فضایی که نتواند در هیچ‌یک از این موارد هویتی، رابطه‌ای یا تاریخی  تعریف شود، یک نامکان است. فرضیه‌ای که در اینجا از آن دفاع می‌شود آن است که سوپرمدرنیته تولیدکنندۀ نامکان‌ها است؛ یعنی فضاهایی که خود به خود مکان‌های انسان‌شناختی نیستند و که برخلاف مدرنیتۀ بودلری، نمی‌توانند در جاهای قدیمی قرار بگیرند. چنین فضاهایی، فهرست و طبقه‌بندی شده و به مثابۀ «مکان‌های حافظه» جایگاهی تعیین‌شده و مشخص را در آن تشکیل می‌دهند. جهانی که انسان‌ها در کلینیک به دنیا می‌آیند و در بیمارستان از دنیا می‌روند، جایی که نقاط گذار و اشتغال موقت به صورتی لوکس‌گرایانه یا غیرانسانی افزایش می‌یابند (زنجیرۀ هتل‌ها و کلوب‌های تعطیلات، اردوگاه‌های پناهندگان، حومه‌های حاشیه‌نشینان در معرض تخریب یا زوال و رو به فساد و... جهانی است که برای فردیت تنها، گذار، موقت‌بودن و ناپایداری... ساخته شده‌است.

## پی‌نوشت
1. ↑  مارک اوژه. «نامکان‌ها». بایگانی‌شده از اصلی در ۳ سپتامبر ۲۰۱۱. دریافت‌شده در ۲۰۱۱-۰۹-۷. تاریخ وارد شده در |تاریخ بازدید= را بررسی کنید (کمک)